# Manchester (Oklahoma)
Manchester é uma cidade  localizada no estado norte-americano de Oklahoma, no Condado de Grant.

## Demografia
Segundo o censo norte-americano de 2000, a sua população era de 104 habitantes.
Em 2006, foi estimada uma população de 95, um decréscimo de 9 (-8.7%).

## Geografia
De acordo com o United States Census Bureau tem uma área de
0,6 km², dos quais 0,6 km² cobertos por terra e 0,0 km² cobertos por água. Manchester localiza-se a aproximadamente 391 m acima do nível do mar.

## Localidades na vizinhança
O diagrama seguinte representa as localidades num raio de 24 km ao redor de Manchester.